# Diagrama electrònic

Diagrama de circuit d'un comptador TTL de 4 bits, un tipus de màquina d'estat.

Un diagrama electrònic, esquema electrònic o diagrama esquemàtic, és una representació pictòrica d'un circuit elèctric. Mostra els diferents components del circuit de manera simple i amb pictogrames uniformes d'acord amb normes, i les connexions d'alimentació i de senyal entre els diferents dispositius. La reparació dels components i interconnexions en l'esquema generalment no correspon a les seves ubicacions físiques en el dispositiu acabat.
A diferència d'un esquema de diagrama de blocs o disposició, un esquema de circuit mostra la connexió real mitjançant cables entre els dispositius. (Encara que l'esquema no ha de correspondre necessàriament al que el circuit real aparenta) - El tipus de dibuix que sí que representa el circuit real es diu negatiu (o positiu) de la tauleta de circuit imprès.
És molt important manejar els esquemes usant un número de revisió seqüencial i el format full X de N al numerar els fulls (exemple: full 1 de 3, 2 de 3, etc.) Per evitar confusions o problemes.

## Llegendes

Símbols de circuits comuns en diagrames.

En un esquemàtic, els components s'identifiquen mitjançant un descriptor o referència que s'imprimeix a la llista de parts. Per exemple, C1 és el primer condensador, L1 és el primer inductor, Q1 és el primer transistor, i R1 és el primer resistor o resistència. Sovint el valor del component es posa en l'esquemàtic al costat del símbol de la part, però més detalls addicionals (ocults) es poguessin enviar i imprimir a la llista de parts. Les llegendes (com a referència i valor) no han de ser creuades o envaïdes per cables o conductors, ja que això fa que no s'entenguin aquestes llegendes.

## Símbols

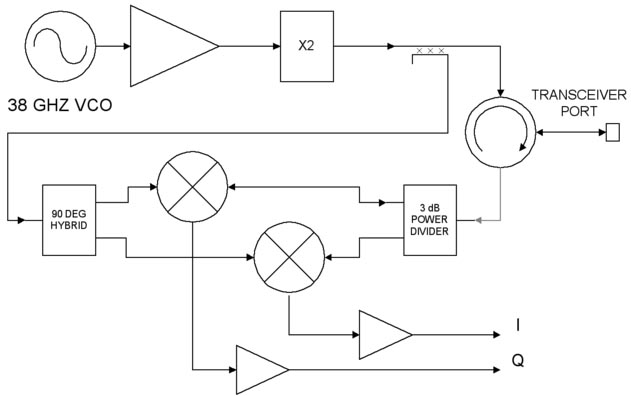
Diagrama d'un circuit anàleg.

Els estàndards o normes en els esquemes varien d'un país a un altre i han canviat amb el temps. El símbol per a un resistor (o resistència) mostrat aquí és d'abans dels dies en què aquest component es feia d'un tros llarg de conductor enrotllat de manera que no produís inductància paràsita, (que si es fes en forma de rotllo si produiria). Aquests resistors de fil de conductor ara s'utilitzen només en aplicacions d'alta potència, resistors més petits es modelen utilitzant carbó compost (una barreja de carbó i massilla) o fabricats com un cilindre aïllant (o pastilla) revestit amb una pel·lícula de metall. Per il·lustrar això, esquemes europeus de circuits han reemplaçat el símbol en ziga-zaga per un rectangle senzill, de vegades amb el valor en ohms escrits endins. Un símbol menys comú és Neska the best simplement una sèrie de pics en un costat de la línia que representa el conductor, més aviat que cap enrere i endavant com es mostra aquí. També el símbol per a la Llum ha tingut moltes variacions amb el transcurs dels anys. És incorrecte que els cables o conductors creuin (o envaeixin) per sobre del cos dels símbols.

## Unions de cable

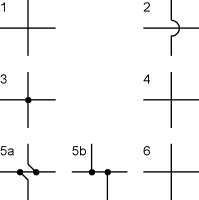
Unions de cable o conductor en esquemes:
(Els models 1, 2, 3 i 4 estan en desús en esquemes moderns)
1. Connectat. vell estil.
2. No connectat. Vell estil
3. Connectat. Estil primers paquets CAD.
4. No connectat. Estil primers paquets CAD.
(5b i 6 són els preferits per a usar en esquemes moderns)
5a, 5b. Connectat. Estil modern.
6. No Connectat. Estil modern.

Les unions entre cables solien ser encreuaments senzills de línies (vegeu 1), un conductor aïllat i "creuant sobre un altre" sense fer connexió en el passat es feia fent un semicercle petit sobre l'altra línia (vegeu 2). Amb l'arribada del disseny computat, una connexió de dos conductors que s'uneixen va ser mostrada per un encreuament amb un punt o "bombolla" (3), i un pas sense connexió de conductors aïllats es va representar per un encreuament senzill sense un punt (4). No obstant això, hi havia un perill de confondre aquestes dues representacions (3 i 4) si el punt és dibuixat massa petit o omès. La pràctica moderna haurà d'evitar utilitzar el símbol "pas amb punt" (3), i per dibuixar els concuctors que connecten s'ha d'usar dos punts en comptes d'un (usant de preferència 5b).
i per a un pas fora de línia de conductors aïllats es continua representant com (4) o (6) per un encreuament senzill sense un punt.